# Aurélia Bruno
Pour les articles homonymes, voir Bruno.
Aurélia Naccache dite Aurélia Bruno est une actrice française née le 18 février 1966 à Paris 12e.
Principalement active dans le doublage, elle est surtout connue pour être la voix française des personnages Lisa Simpson, Maggie Simpson et de Milhouse Van Houten dans la série d'animation Les Simpson. Elle a également doublé à de nombreuses reprises les actrices Danneel Ackles, Reese Witherspoon et Neve Campbell.
Elle est la sœur de Béatrice Bruno, Fabrice Bruno et Christophe Bruno, tous comédiens.

## Biographie
Connue pour sa carrière de doublage sous le nom d’Aurélia Bruno, elle est également artiste peintre sous le patronyme d’Aurélia Naccache,,.

## Doublage

### Cinéma

#### Films
- Reese Witherspoon dans :
  - Freeway (1996) : Vanessa Lutz
  - Livraison Express (1998) : Ivy Miller
  - Pleasantville (1999) : Jennifer Wagner / Mary Sue Parker
  - Sexe Intentions (1999) : Annette Hargrove
  - Little Nicky (2000) : Holly
  - American Psycho (2000) : Evelyn Williams
  - L'Importance d'être Constant (2002) : Cecily Cardew

- Neve Campbell dans :
  - Sexcrimes (1998) : Suzie Toller
  - Un de trop (1999) : Amy Post

- 1991 : Les Deux Sirènes : Charlotte Flax (Winona Ryder)
- 1994 : Créatures célestes : Juliet Hulmes (Kate Winslet)
- 1994 : Les Quatre Filles du docteur March : Elizabeth March (Claire Danes)
- 1999 : Belles à mourir : Leslie Miller (Amy Adams)
- 1999 : Première Sortie : Eve Vrustikoff (Alicia Silverstone)
- 2011 : Le Chaperon : Miss Miller (Yeardley Smith)
- 2023 : Power Rangers : Toujours vers le futur : Aisha Campbell / Ranger jaune (Karan Ashley)

#### Films d'animation
- 1973 : Robin des Bois : Tagalong, la petite sœur de Bobby
- 1977 : Les Aventures de Bernard et Bianca : Penny
- 1989 : Le Triomphe de Babar : Isabelle, Pom
- 1998 : Le Roi lion 2 : L'Honneur de la tribu : Kiara
- 2006 : Barbie au bal des douze princesses : Fallon
- 2007 : Barbie Magie de L'arc-en-ciel : Sunburst / la deuxieme pixie
- 2007 : Les Simpson, le film : Lisa Simpson / Milhouse Van Houten

### Télévision

#### Téléfilms
- 2013 : Condamnés au silence : Kate Burkholder (Neve Campbell)
- 2014 : Une coach pour mon bébé : Julia Penman (Danneel Ackles)

#### Séries télévisées
- Danneel Ackles dans :
  - Les Frères Scott (2003-2010) : Rachel Gatina
  - Les Experts (2007) : Shasta McCloud  (saison 8, épisode 2)
  - Cherche partenaires désespérément (2011) : Sara Maxwell (13 épisodes)
  - Supernatural (2018-2019) : Sœur Jo / Aniel

- Neve Campbell dans :
  - La Vie à cinq (1994-2000) : Julia Salinger
  - Médium (2006-2007) : Debra

- Megan Fox dans :
  - Ce que j'aime chez toi (2003) : Shannon (saison 2, épisode 5)
  - Mon oncle Charlie (2004) : Prudence (saison 1, épisode 12)

- 1983-1984 : La Petite Maison dans la prairie : Laura Ingalls (Melissa Gilbert) (2e voix, saisons 9 et 10, en alternance avec sa sœur Béatrice Bruno)
- 1985-1986 : Madame est servie : Marci Ferguson (Nicole Eggert) (7 épisodes)
- 1986-2001 / 2008- : Les Feux de l'amour : Nina Webster (Tricia Cast)
- 1991 / 1994 : Alerte à Malibu : Charlene « Charlie » Rééd.puis Dupree (Nikki Cox) (2 épisodes) / Annie (Mila Kunis) (saison 5, épisode 3)
- 1993-1995 : Power Rangers : Mighty Morphin : Aisha Campbell (Karan Ashley)
- 1995-1996 : Les Maîtres des sortilèges : Katrina Muggleton (Michela Noonan)
- 2000 : Friends : Jill Green (Reese Witherspoon) (saison 6, épisodes 13 et 14)
- 2001 : Charmed : Isabel Lightfeather (Kimberly Norris) (saison 3, épisode 14)
- 2004 : Power Rangers : Dino Tonnerre : Hayley Ziktor (Ismay Johnston)
- 2005 : FBI : Portés disparus : Becky (Hillary Tuck) (saison 3, épisode 14)
- 2005 : The Closer : L.A. enquêtes prioritaires : Jennifer (Rachel Boston) (saison 1, épisode 2)

#### Séries d'animation
- 1977 : Charlotte : Charlotte Montbrun
- 1984 : Image Imagine : la petite fille
- 1984-1985 : Crocus : Crocus
- 1985 : Lamu : Lamu  (ép.79-80-81)
- 1986-1987 : Les Petits Malins : Laurie Cocker
- 1987 : Les Quatre Filles du docteur March : Amy March / Patty King
- depuis 1989 : Les Simpson : Lisa Simpson, Maggie Simpson et Milhouse Van Houten
- 1990 : La Brigade des rêves : Rosie
- 1991 : Les Fruittis : Kumba
- 1993 : Bonkers : Marilyn Cornichon
- 1994-1996 : Gargoyles, les anges de la nuit : Maggie Reed
- 1995 : Orson et Olivia : Olivia
- Les Griffin (en remplacement de Sylvie Jacob dans L'Incroyable Histoire de Stewie Griffin) : Megan
- 2004-2006 : Brandy et M. Moustache : Brandy
- 2023 : Ranking of Kings : Le Trésor du courage : voix additionnelles

#### Livres Audio
- 1977 : Les Aventures de Bernard et Bianca (version 33 tours, 45 tours et K7 audio) : Penny